# Gellérthegy
Gellérthegy ([ˈgɛlleːɾthɛɟ] ; allemand : Blocksberg) est un quartier de Budapest, situé dans les 1er et 11e arrondissements, sur le Gellért-hegy. 

## Périmètre
Selon l'arrêté du 12 décembre 2012 (94/2012. (XII. 27.), annexe 31) de l'assemblée métropolitaine de Budapest, le périmètre du quartier est le suivant : Hegyalja út à partir de Budaörsi út–Sánc utca–Orom utca–la partie du sentier pédestre jusqu'au nord de Citadella sétány–Citadella sétány–la partie du sentier pédestre au sud du monument–Verejték utca–Kelenhegyi út–Mányoki út–Ménesi út–Alsóhegyi út–Villányi út–Budaörsi út jusqu'à Hegyalja út.
La majeure partie du quartier, dans sa partie sud, appartient au 11e arrondissement. La partie nord est administrée par le 1er arrondissement. Le quartier s'étend sur le Gellért-hegy, colline de 130 m qui domine le Danube entre Erzsébet híd et Szabadság híd.

## Organisation
La majeure partie du quartier, celle entourant la cime, est un parc arboré aménagé dans les années 1920. Le secteur occidental est un ensemble résidentiel peu dense, surtout constitué de villas et riches demeures.  

## Patrimoine urbain
Le quartier de Gellérthegy est riche en monuments dominant la ville. L'édifice le plus visible est la citadelle construite en 1851. On trouve sur le flanc méridional l'Église troglodyte Notre-Dame-des-Hongrois, aménagée en 1926 sur le modèle de la Grotte de Lourdes. Parmi les monuments se trouvent deux statues imposantes : la première est la statue de la Liberté qui culmine au sommet de la colline ; la seconde est celle de Gérard de Csanád qui a donné le nom au massif. 